# Giovanni Paolo Pannini

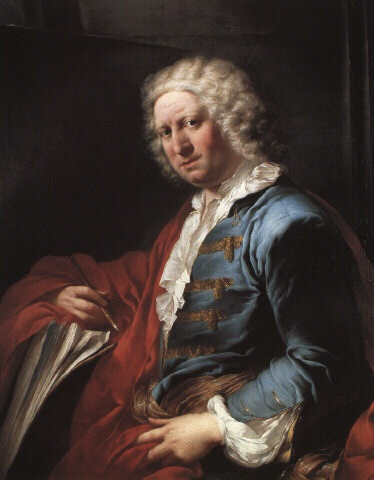
Giovanni Paolo Pannini

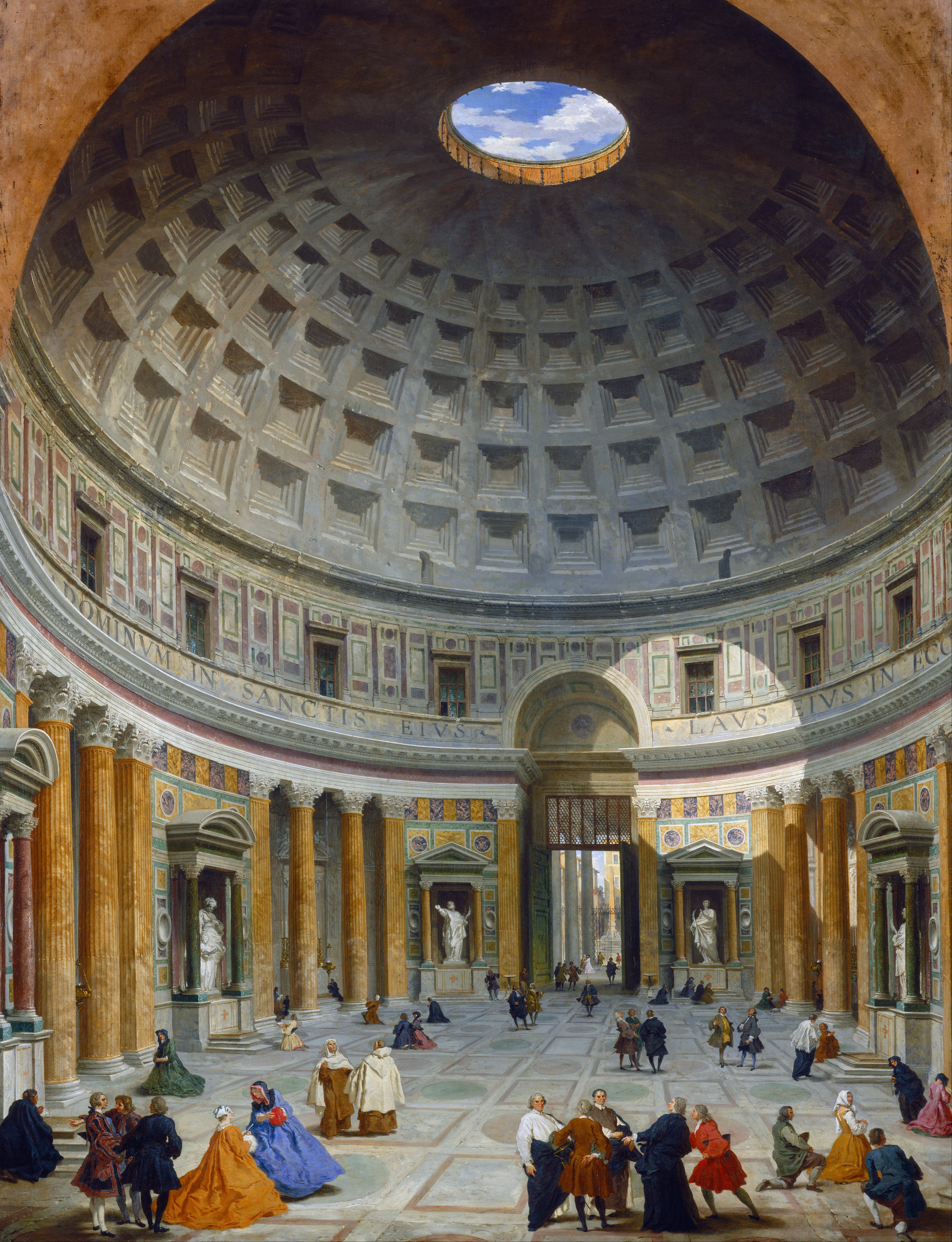
Das Innere des Pantheon in Rom

Giovanni Paolo Pannini, auch Panini, (* 17. Juni 1691 in Piacenza; † 21. Oktober 1765 in Rom) war ein italienischer Maler und Architekt, der für seine Vedutenmalerei bekannt ist.

## Leben
Pannini erlernte zunächst in Piacenza den Beruf des Bühnengestalters. Möglicherweise war er Schüler von Francesco Galli Bibiena. 1711 zog er nach Rom und nahm bei Benedetto Luti Zeichenunterricht. In Rom lernte er auch Canaletto kennen, der ihn stark beeinflusste.
Pannini wurde dann in Rom als Dekorateur von Palästen wie der Villa Patrizi (1718–1725), des Seminario Romano (1722) für Kardinal Spinola und des Palazzo de Carolis (1720) bekannt sowie für seine Stadtansichten (Veduten) von Rom, wobei er insbesondere Reste der römischen Antike wie das Pantheon porträtierte sowie von Bildern von Gemäldegalerien mit Ansichten von Rom. Er malte auch Porträts und römische Feste und Plätze wie die Piazza Navona (Louvre, Niedersächsische Landesgalerie Hannover).
1718 wurde er Mitglied der Congregazione dei Virtuosi al Pantheon. Außerdem unterrichtete er an der Accademia di San Luca (deren Mitglied er war) und der Académie de France in Rom, wo er unter anderem Jean-Honoré Fragonard beeinflusste. Im Juli 1732 war er Mitglied der französischen Königlichen Akademie der Künste geworden. In seinem Atelier arbeiteten auch Hubert Robert und sein eigener Sohn Francesco Pannini. Sein Werk beeinflusste auch andere Vedutenmaler wie seinen Schüler Antonio Joli und den Franzosen Hubert Robert.
Er entwarf auch Feste zum Beispiel 1729 zur Feier der Geburt des französischen Thronfolgers („Dauphin“) für Kardinal Melchior de Polignac und 1745 für die Hochzeit des Dauphin. Er war an der Ausmalung verschiedener römischer Paläste beteiligt, so 1722 für den Quirinalspalast für Innozenz XIII., 1721/22 das Seminario Romano für Kardinal Spinola und 1720 den Palazzo de Carolis.
Sein Sohn Giuseppe war Architekt und sein Sohn Francesco ein Maler, der in seine Fußstapfen trat.

## Werke (Auswahl)

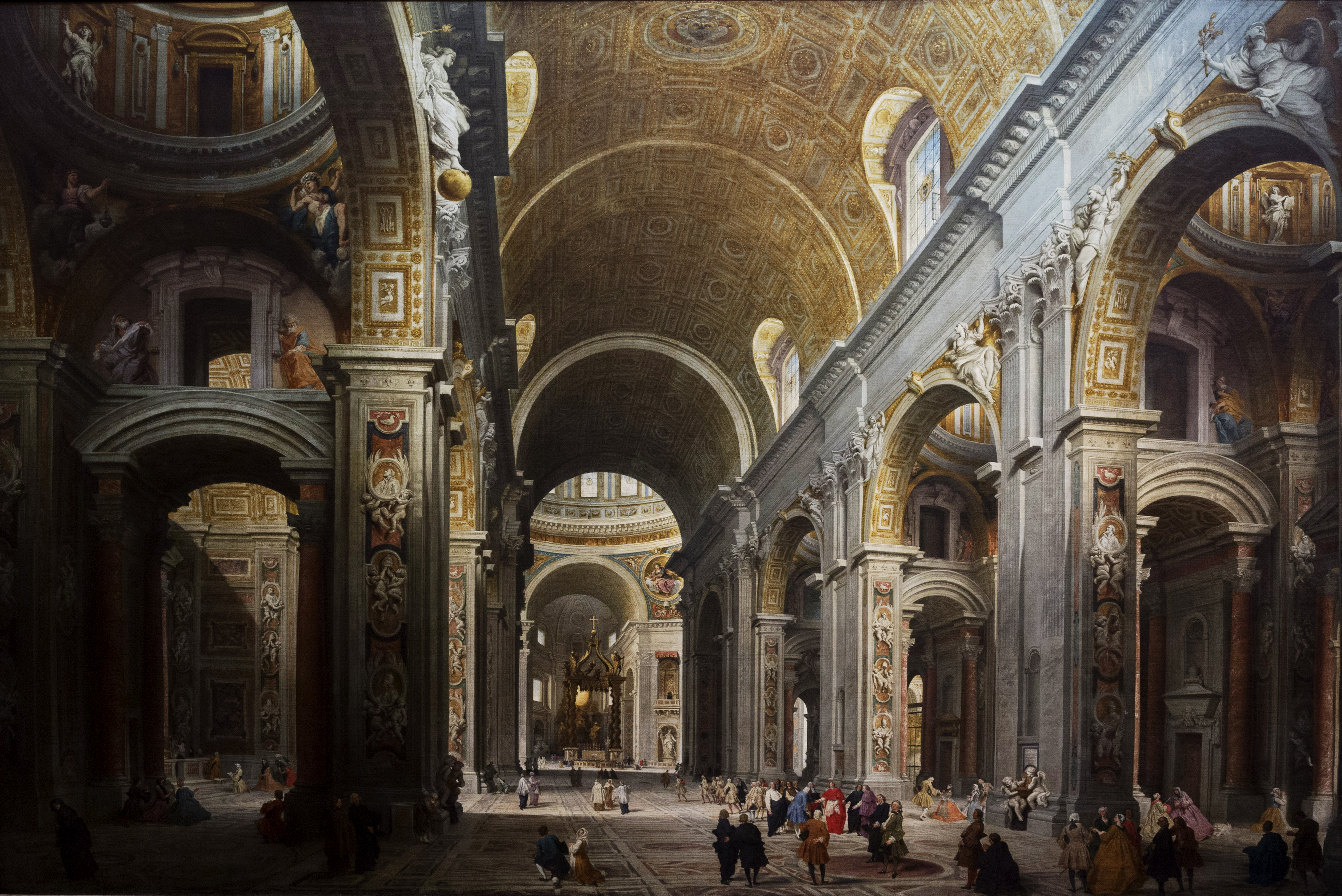
Innenansicht der St. Peterskirche in Rom (1734)
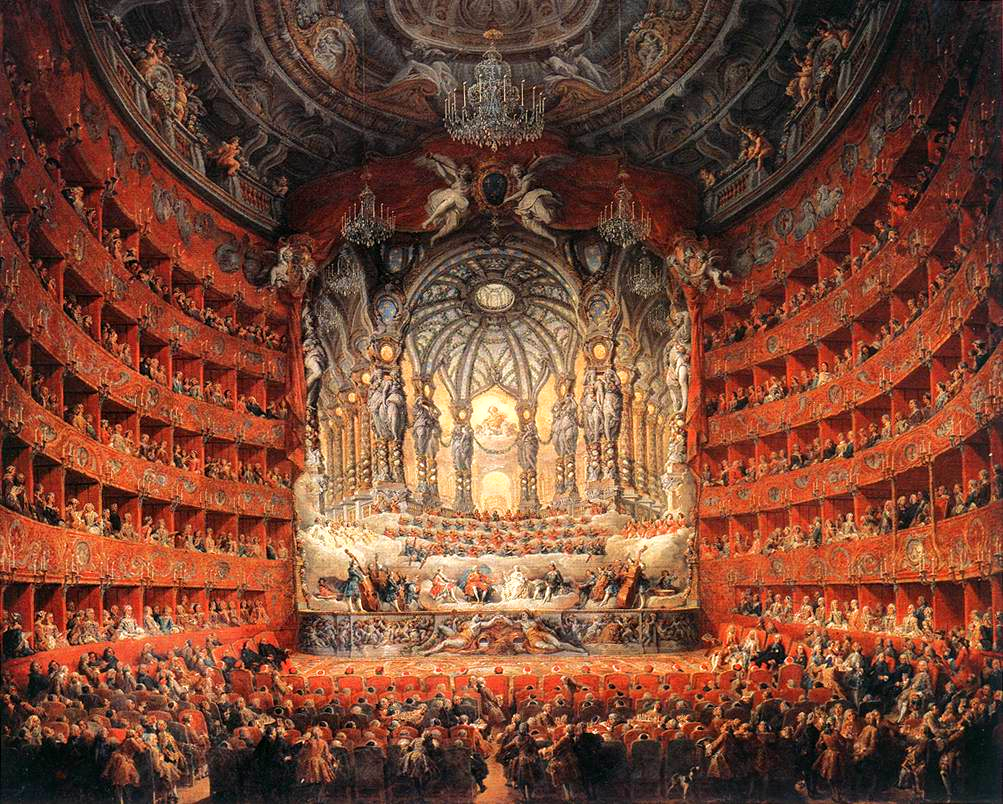
Musical Fête (1747)
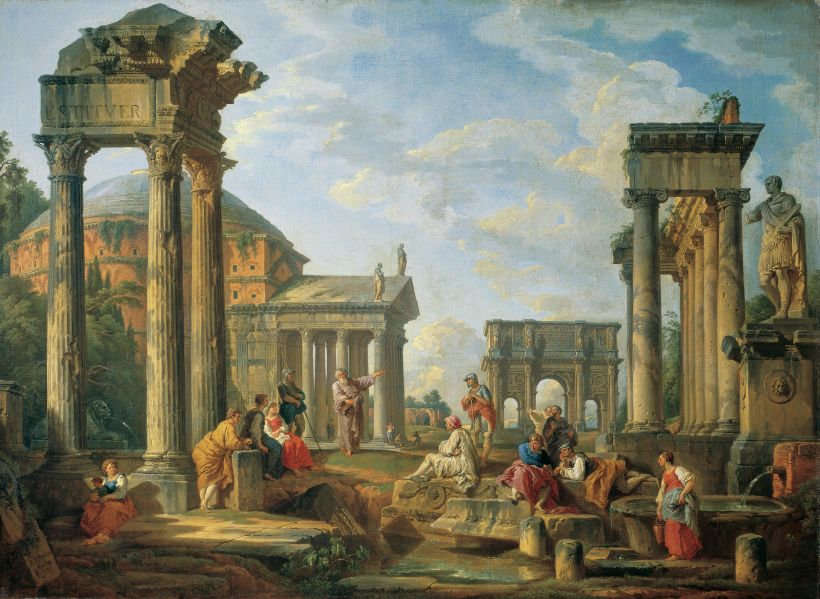
Römische Ruine mit einem Propheten (1751)
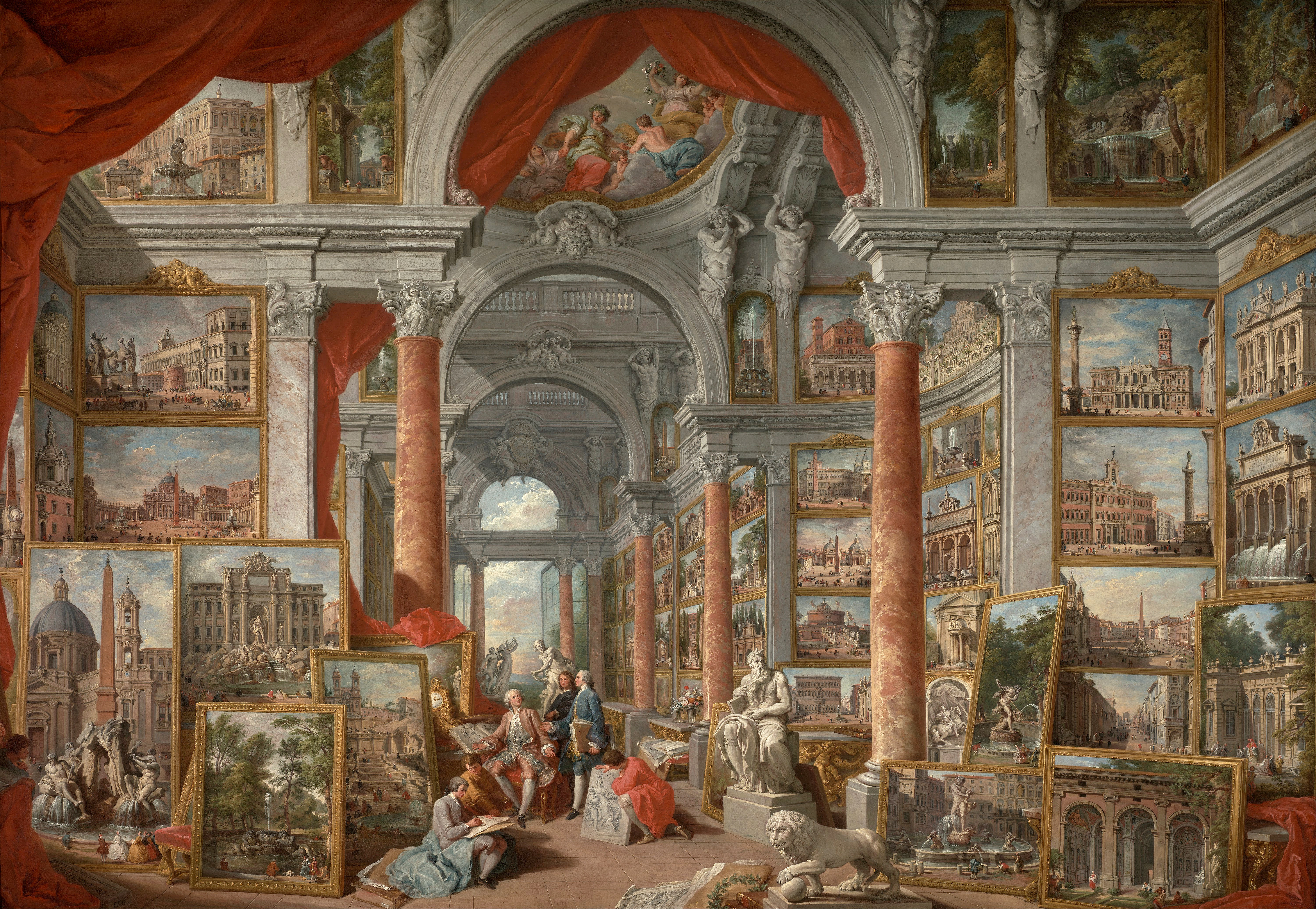
Gemäldegalerie mit Ansichten des zeitgenössischen Roms (1757)